# Sta succedendo
Sta succedendo è un singolo della cantautrice italiana Carmen Consoli, pubblicato il 1º aprile 2022 come terzo estratto dal nono album in studio Volevo fare la rockstar.

## Descrizione
Il brano è incentrato sulle emozioni provate in seguito a un innamoramento, fra timori e voglia di mettersi in gioco. La musica, arrangiata dalla cantautrice insieme a Massimo Roccaforte, è stata composta prima della scrittura del testo.
Dal punto di vista musicale il brano, composto in chiave Do maggiore con un tempo di 107 battiti per minuto, presenta un arrangiamento con percussioni e chitarre acustiche unite a basso, sintetizzatori e chitarre elettriche.

## Video musicale
Il video musicale del brano, diretto da Adriano Spadaro, è stato pubblicato il 1º aprile 2022 attraverso il canale YouTube di Carmen Consoli; il giorno prima era uscito in anteprima per Rolling Stone Italia. In alcune scene del videoclip la cantante, nei panni di un'aviatrice, si aggira in un paesaggio brullo su cui è atterrata (le pendici dell'Etna), cercando di capire dove si trova e incontrando un cane bianco, che diventa la sua guida. In altre scene, invece, Consoli suona in una sala barocca — all'interno del Convitto Nazionale Mario Cutelli di Catania — insieme alla sua band, composta da Massimo Roccaforte, Ambra Scamarda, Elena Guerriero e Luigi Barbaro. Il video è ispirato alla copertina dell'album Fresh Cream dei Cream (1966), mentre gli occhiali da aviatore che la cantante indossa rappresentano anche un omaggio alla pilota statunitense Amelia Earhart.

## Tracce
Testi di Carmen Consoli, musiche di Carmen Consoli, Massimo Roccaforte.
1. Sta succedendo – 3:28

## Formazione
Crediti tratti dall'edizione LP dell'album.
- Carmen Consoli – voce, chitarra acustica, basso, cori
- Massimo Roccaforte – chitarre elettriche, chitarra-synth
- Elena Guerriero – synth, tastiere, hammond, beep machine
- Antonio Marra – percussioni